# Gerlinde Kuppe

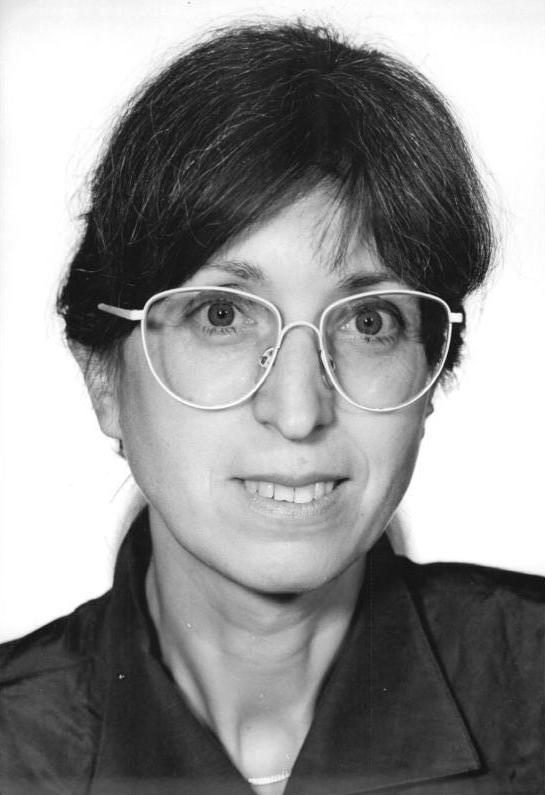
Gerlinde Kuppe 1990

Gerlinde Kuppe (* 19. Oktober 1945 in Görlitz) ist eine deutsche Politikerin (SPD). Sie war in den Jahren 1990 bis 2011 Abgeordnete im Landtag sowie von 1994 bis 2002 und erneut von 2006 bis 2009 Mitglied der Landesregierung von Sachsen-Anhalt.

## Leben

### Familie, Ausbildung und Beruf
Nach dem Abitur im Jahr 1964 an einer Erweiterten Oberschule absolvierte Kuppe ein Studium der Chemie an der Martin-Luther-Universität Halle-Wittenberg, welches sie im Jahr 1969 als Diplom-Chemikerin beendete. Nach ihrer Promotion im Jahr 1972 zum Dr. rer. nat. arbeitete sie als wissenschaftliche Assistentin am Biochemischen Institut der Universität Halle-Wittenberg. Anschließend war sie bis 1978 wissenschaftliche Mitarbeiterin im VEB Rationalisierung in Halle. Im Jahr 1978 wechselte sie als Laborleiterin an das Universitätsklinikum Halle/Saale und absolvierte daneben ein postgraduales Studium zur Chemikerin der Medizin. Im Jahr 1991 habilitierte sie sich mit der Arbeit Die Bedeutung klinisch-neurochemischer und -immunologischer Untersuchungen bei Erkrankungen des Nervensystems.
Kuppe ist verwitwet und hat drei Kinder. Mit ihrem Mann, dem Maler und Grafiker Karl-Rainer Kuppe, war sie 37 Jahre lang verheiratet.

### Politik
Im Jahr 1989 trat sie in die Sozialdemokratische Partei der DDR (SDP) ein. Sie gehört dem SPD-Landesvorstand von Sachsen-Anhalt an.
Von März bis Oktober 1990 gehörte Gerlinde Kuppe der ersten frei gewählten Volkskammer der DDR an.
In den Jahren 1990 bis 2011 war sie Mitglied des Landtages von Sachsen-Anhalt. Hier war sie von 2002 bis 2006 gesundheits- und wissenschaftspolitische Sprecherin der SPD-Landtagsfraktion.

### Öffentliche Ämter
Nachdem es nach der Landtagswahl 1994 zur Bildung des so genannten Magdeburger Modells gekommen war, wurde Kuppe am 21. Juli 1994 als Ministerin für Arbeit, Soziales und Gesundheit in die von Reinhard Höppner geführte Landesregierung von Sachsen-Anhalt berufen (Kabinett Höppner I). Nach der Landtagswahl 1998 wurden die Kompetenzen ihres Ministeriums erweitert und sie war daher seit dem 26. Mai 1998 Ministerin für Arbeit, Frauen, Gesundheit und Soziales und Stellvertreterin des Ministerpräsidenten (Kabinett Höppner II). Da das Magdeburger Modell bei der Landtagswahl seine Mehrheit verloren hatte, schied Kuppe am 16. Mai 2002 aus ihren Ämtern aus.
Nach der Landtagswahl 2006 wurde in Sachsen-Anhalt eine schwarz-rote Koalition gebildet und Gerlinde Kuppe am 24. April 2006 als Ministerin für Gesundheit und Soziales in die von Ministerpräsident Wolfgang Böhmer (CDU) geleitete Landesregierung berufen (Kabinett Böhmer II). Dieses Amt legte sie im Dezember 2009 nieder, nachdem sich der Gesundheitszustand ihres Mannes, der an schwerem Diabetes litt, merklich verschlechterte.

### Auszeichnungen
- Am 18. März 2009 wurde Kuppe das Verdienstkreuz am Bande durch Wolfgang Böhmer übergeben.[1][2] Sie erhielt diese Auszeichnung für ihre Verdienste beim Aufbau demokratischer Strukturen in Sachsen-Anhalt.[3]
- Im Jahr 2010 wurde ihr die Marie-Juchacz-Plakette verliehen.[4]
- Am 25. November 2019 wurde Kuppe für ihre Verdienste um den Aufbau demokratischer Strukturen in Sachsen-Anhalt und ihr ehrenamtliches Engagement mit dem Verdienstorden des Landes Sachsen-Anhalt geehrt.